# Município de Berlin (condado de Knox, Ohio)
Localização do Ohio nos E.U.A.
O município de Berlin (em inglês: Berlin Township) é um município localizado no condado de Knox no estado estadounidense de Ohio. No ano 2010 tinha uma população de 1738 habitantes e uma densidade populacional de 35,02 pessoas por km².

## Geografia
O município de Berlin encontra-se localizado nas coordenadas 40° 31′ 17″ N, 82° 29′ 39″ O. Segundo o Departamento do Censo dos Estados Unidos, o município tem uma superfície total de 49.63 km², da qual 47,68 km² correspondem a terra firme e (3,92 %) 1,95 km² é água.

## Demografia
Segundo o censo de 2010, tinha 1738 pessoas residindo no município de Berlin. A densidade de população era de 35,02 hab./km².